# Власовка (Луганская область)
Власовка (укр. Власівка) — село, относится к Краснодонскому району Луганской области Украины. Де факто — с 2014 года населённый пункт контролируется самопровозглашённой Луганской Народной Республикой.

## География
Село расположено на реке под названием Большая Каменка, к его северо-восточным окрестностям примыкает граница Украины и России. В черте села в Большую Каменку впадает река Верхнее Провалье. Ближайшие населённые пункты: посёлок Изварино (примыкает) на севере; село Верхнегарасимовка на востоке, посёлок Краснодарский и село Нижняя Гарасимовка на северо-востоке (все три ниже по течению Большой Каменки); сёла Королёвка и Черемшино (выше по течению Верхнего Провалья), Поречье и город Краснодон (выше по течению Большой Каменки) на западе, посёлки Западный и Урало-Кавказ на северо-западе.

## Общие сведения
Занимает площадь 5,793 км². Почтовый индекс — 94486. Телефонный код — 6435. Код КОАТУУ — 4421481102.

## Население
Население по переписи 2001 года составляло 1833 человека.

## Местный совет
94486, Луганская обл., Краснодонский р-н, с. Власовка, кв. Советский, 1